# Marcio Gleydson da Silva Santos
Marcio Gleydson da Silva Santos, còn được biết với tên Marcio Santos (sinh ngày 22 tháng 2 năm 1987 ở Brasil) là một cầu thủ bóng đá người Brasil, hiện tại thi đấu cho Savan United ở Giải bóng đá ngoại hạng Lào. Anh thường thi đấu ở vị trí tiền vệ. Mặc dù thi đấu cho một trong những đội bóng bị đánh giá thấp ở Thái Lan, Myanmar và Lào, anh chứng tỏ bản thân đạt được thành công và ghi bàn cũng như kiến tạo hay thường xuyên nằm trong đội hình xuất phát.